# 孙祥华
孙祥华（1971年4月—），男，蒙古族，中华人民共和国外交官，曾任中华人民共和国驻莱索托王国特命全权大使和外交部干部司司长，现任外交部办公厅主任。

## 生平
1993年，进入中华人民共和国外交部工作，先后在外交部非洲司、驻纳米比亚大使馆、外交部干部司任职，后任至干部司参赞。2007年，任外交部培训中心主任。2009年，任外交部干部司参赞，后升任副司长。2016年5月，出任中华人民共和国驻莱索托大使。2018年9月，自驻莱索托大使离任，改任外交部干部司司长。2021年，改任外交部办公厅主任。
2022年7月，获选成为中共二十大代表。

## 家庭
已婚，有一女。